# Sadiq Khan
Pour les articles homonymes, voir Khan (homonymie).
Ne doit pas être confondu avec Shad Khan ou Shahid Khan.
Sadiq Aman Khan [səˈdiːk ˈkɑːn], né le 8 octobre 1970 à Tooting (Londres), est un avocat et un homme politique britannique, membre du Parti travailliste.
Issu d'une famille modeste d'origine pakistanaise, il grandit dans la banlieue sud de Londres. Élu à la Chambre des communes du Royaume-Uni en 2005 pour la circonscription de Tooting, il exerce ensuite des fonctions ministérielles au sein du gouvernement Brown entre 2008 et 2010, étant successivement ministre d'État aux Communautés, puis aux Transports. Il est élu maire de Londres en 2016 puis réélu en 2021 et 2024.

## Biographie

### Enfance et études
Les grands-parents de Sadiq Khan, natifs de Lucknow (dans les Provinces Unies, l'actuel Uttar Pradesh), quittent l'Inde pour le Pakistan après la partition des Indes, en 1947, et ses parents quittent à leur tour le Pakistan pour Londres dans les années 1960, peu avant sa naissance. Après des études d'ingénieur et un travail dans l'armée de l'air pakistanaise, son père travaille comme chauffeur de bus pendant près de vingt-cinq ans et sa mère est couturière.
Sadiq Khan naît au St George's Hospital, dans le quartier populaire de Tooting, au Sud de Londres. Il grandit dans une cité HLM de ce même quartier, avec ses six frères et sa sœur. Il déclare à propos de son enfance : « Ce n'était pas Dickens mais c'était dur ». Marqué par le déclassement social vécu par sa famille après avoir immigré au Royaume-Uni, il gagne un esprit de revanche.
Il effectue sa scolarité dans le quartier de Tooting, étudie ensuite le droit à l'université métropolitaine de Londres, puis intègre l'école de droit (College of Law) à Guildford pour devenir avocat spécialisé dans la défense des droits de l'homme. Il travaille notamment sur les affaires de discriminations au travail et dans les relations avec la police. En 1997, il devient associé de son cabinet d'avocats, étant l'un des seuls « non-Blancs » dans son domaine. Après les attentats du 11 septembre 2001, il est notamment l'avocat de Feroz Abbasi, prisonnier à Guantanamo.

### Carrière politique

#### Député et membre du gouvernement
Se disant affecté par la situation sociale du pays pendant les mandats de Première ministre de Margaret Thatcher, il adhère au Parti travailliste à l’âge de 15 ans.
Il est élu en 2005 à la Chambre des communes comme député pour la circonscription de Tooting (où il avait été élu local onze ans auparavant) ; il fait partie des quatre députés musulmans élus lors de cette législature. Initialement membre de l'aile réformatrice du Parti travailliste, aux côtés de Tony Blair, il refuse pourtant de servir de caution au gouvernement pour défendre, en tant que musulman modéré, la participation britannique lors de la guerre en Irak : « Je voulais être un député ordinaire ». Après les attentats de Londres du 7 juillet 2005, le gouvernement présente de dures lois antiterroristes ; Sadiq Khan, qui tient une ligne indépendante, vote contre et contribue à mettre le Premier ministre en échec à la Chambre des communes pour la première fois. Il rencontre toutefois Tony Blair et permet de nouer des contacts entre le ministère de l'Intérieur et les Britanniques musulmans.
En 2007, il exerce la fonction d'assistant parlementaire pour Jack Straw, leader de la Chambre des communes. Certains anciens collègues de la période où il militait pour les droits civiques jugent alors que l'ambition de Sadiq Khan a supplanté ses scrupules politiques de l'époque.
Il est ministre d'État aux Communautés entre 2008 et 2009, puis aux Transports entre 2009 et 2010, dans le gouvernement du Premier ministre Gordon Brown. Il est la deuxième personne d'origine pakistanaise au gouvernement et le premier ministre musulman en Grande-Bretagne.
En 2010, il dirige la campagne d’Ed Miliband lorsque celui-ci remporte la direction du Parti travailliste. Il est réélu député en 2010 et 2015. Membre de l’équipe de direction, il apporte en 2015 son soutien au modéré Andy Burnham lors de l'élection du chef du parti, mais c'est son rival Jeremy Corbyn qui est élu.

#### Maire de Londres

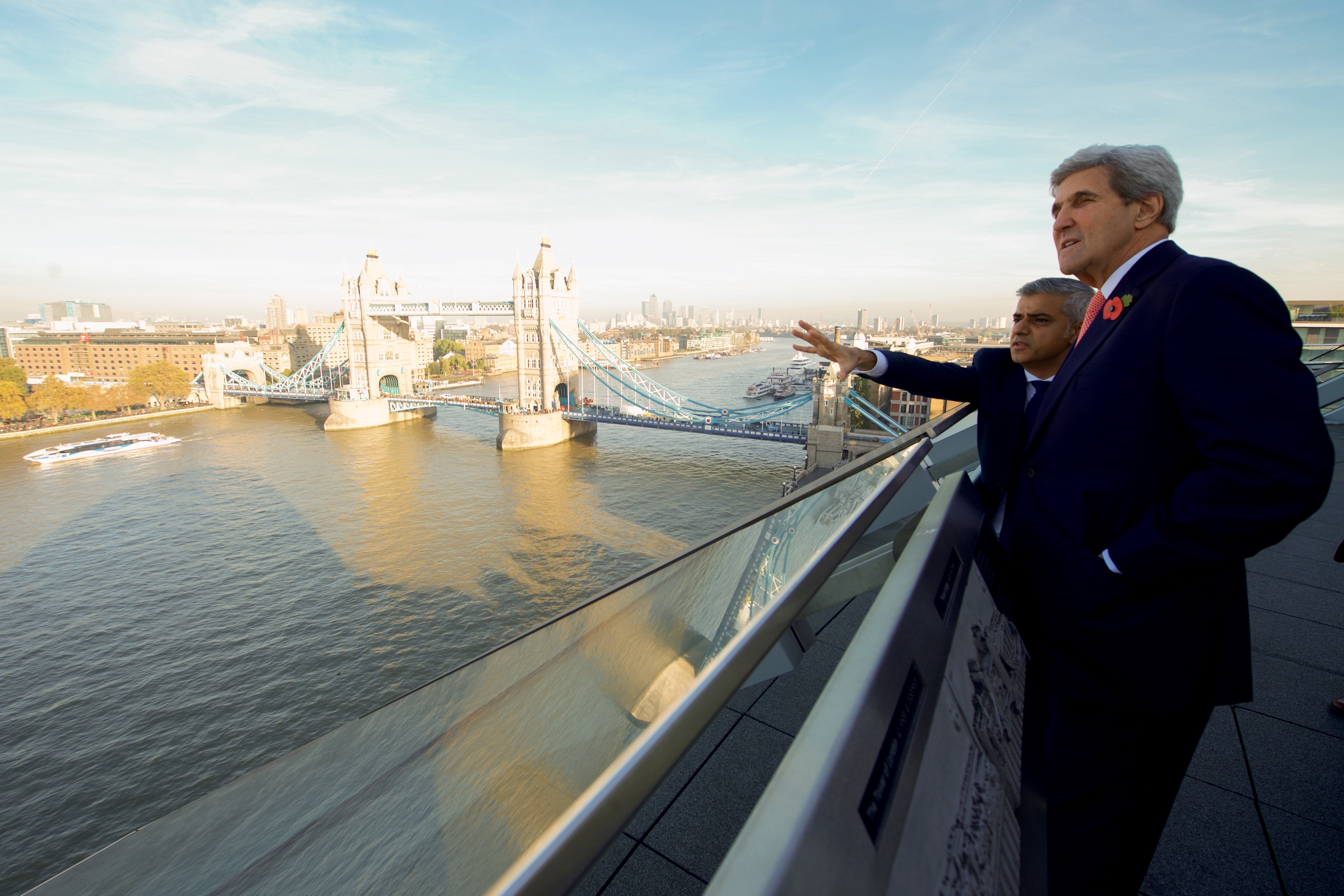
Sadiq Khan reçoit le secrétaire d'État américain, John Kerry, sur le toit de l'hôtel de ville de Londres.

Après avoir remporté la primaire interne face à la blairiste Tessa Jowell, il est vainqueur de l'élection à la mairie de Londres le 5 mai 2016, avec 56,9 % des voix, face au conservateur Zac Goldsmith qui totalise 43,1 %,. Il devient ainsi, selon les termes du Monde, « le premier édile musulman d’une grande capitale occidentale ». Le nombre de voix qu'il obtient est le plus important jamais obtenu par une personnalité politique britannique élue au suffrage direct.
Sadiq Khan appelle les travaillistes à élargir leur électorat, y compris auprès d'anciens électeurs conservateurs. Selon lui, le parti doit se préoccuper des électeurs et non pas juste des militants. Cette déclaration est considérée comme une critique envers la stratégie de Jeremy Corbyn. Selon plusieurs médias, Khan souhaite mettre à l'écart Corbyn, qui n'assiste pas à sa cérémonie d'investiture en tant que nouveau maire de Londres,.
Deux jours après sa prise de fonctions, Sadiq Khan reçoit la visite à Londres de la maire de Paris, Anne Hidalgo. Selon la mairie de Paris, les deux élus, proches politiquement, voudraient voir leurs villes « collaborer plus étroitement sur les conséquences du réchauffement climatique, la lutte contre la pollution, les mesures à prendre contre la précarité et la grande exclusion ».
Il fait campagne contre la sortie du Royaume-Uni de l'Union européenne, les habitants de la ville de Londres, cosmopolite et centre du pouvoir politique financier et culturel, ayant majoritairement voté pour y rester. Après la publication des résultats favorables au départ de l'UE, il demande une plus grande autonomie pour Londres, où l'électorat était à près de 60 % favorable au maintien. Lors de l'élection à la direction du Parti travailliste faisant suite à ce référendum, Sadiq Khan s'oppose à la réélection de Jeremy Corbyn et apporte son soutien à Owen Smith. Jeremy Corbyn est cependant réélu.
Avec le soutien de la chambre de commerce et d'industrie, de la Corporation de la cité de Londres et de nombreux groupes de réflexion et multinationales, il réclame la création d'un visa de travail uniquement valable à Londres, ainsi que l'exterritorialité de la capitale dans ses relations avec le Marché commun européen.
Il doit gérer l'incendie de la tour Grenfell, l'attentat de Westminster et l'attentat du 3 juin 2017.
En 2017, il est le premier maire de Londres à participer à la marche des fiertés.
Le 6 mai 2021, il est réélu maire de Londres avec 55,2 % des voix au second tour, face au conservateur Shaun Bailey.

## Polémiques
Pendant la campagne pour les élections municipales, ses liens avec des personnalités ou organisations islamistes, notamment Hizb ut-Tahrir – même s'il se déclare radicalement opposé à leur idéologie – sont soulevés par les conservateurs et plusieurs médias de droite. En 2004, à Londres, Sadiq Khan apparaît aux côtés de cinq islamistes à une conférence organisée par l'association Friends of al-Aqsa, un groupe qui a publié des travaux négationnistes ; lors de cette conférence, les femmes devaient notamment emprunter une entrée distincte de celle des hommes. David Cameron a accusé Sadiq Khan d'être apparu à neuf reprises au côté de l'imam Sulaiman Ghani, un imam considéré comme extrémiste et qui, selon Cameron, soutient l'État islamique ; plusieurs membres du Parti travailliste accusent alors Cameron de racisme.
En 2008, il est filmé en train de prononcer un discours au Global Peace & Unity Festival devant des spectateurs agitant l'étendard noir des djihadistes. Son opposition, en tant que parlementaire, à l'interdiction de groupes accusés d'être islamistes suscite également des interrogations. En 2009, dans une interview accordée à la chaîne de télévision iranienne Press TV, Sadiq Khan utilise le terme « Oncles Toms », considéré comme insultant et méprisant, pour désigner les musulmans modérés ; il présente des excuses par la suite.
Des médias relèvent son opposition à la suspension, en 2006, du maire travailliste de Londres, Ken Livingstone, qui avait comparé un journaliste juif du Evening Standard à un gardien de camp de concentration nazi. Ils critiquent également la signature par Sadiq Khan, en 2006 toujours, d'une lettre dans The Guardian imputant au Royaume-Uni une part de responsabilité dans les attaques terroristes en raison de son soutien à Israël.
Bien que Sadiq Khan rappelle son soutien au mariage homosexuel et les menaces de mort que cet engagement lui auraient attirées, le journaliste Toby Young relève qu'il a défendu par le passé l'universitaire Youssef al-Qaradâwî, qui s'était demandé, dans une de ses publications, si les homosexuels devaient être tués. Sadiq Khan avait dit que Youssef al-Qaradâwî n'était pas un extrémiste. Il précise ensuite qu'il ne parlait pas de son point de vue, mais avait agi à titre d'avocat pour le Muslim Council of Britain, qui reflète le point de vue de ses clients dans un cadre quasi-juridique. En 2016, Sadiq Khan renvoie son assistant parlementaire, Shueb Salar, après que celui-ci a tenu des propos sexistes et homophobes, notamment en appelant au meurtre des gays,. Le Daily Mail indique également que Sadiq Khan a, entre 2008 et 2012, soutenu des organisations ayant appelé à la violence envers des femmes.
Les partisans de Khan réfutent les arguments de ses adversaires politiques et accusent la campagne de Zac Goldsmith d'islamophobie. Ils voient dans certaines de ses déclarations une tentative désespérée pour garder la mairie de Londres aux mains du Parti conservateur. Face à l'argument selon lequel il a soutenu des islamistes en tant qu'avocat, Sadiq Khan dit qu'il est ridicule d'utiliser ses activités professionnelles comme preuve de ses prétendues sympathies extrémistes. Des observateurs et responsables politiques, y compris du Parti conservateur, critiquent les attaques dont Khan fait l'objet pendant cette campagne électorale.

## Vie personnelle
Sadiq Khan est marié ; son épouse, née Saadiya Ahmed, est avocate comme lui. Ils ont deux filles.

## Titre honorifique
En tant que ministre, Khan porte le titre de conseiller privé de Sa Majesté. Selon le protocole, son nom doit être précédé du prédicat de très honorable.